# ホセ・ピノス・イ・コメス
ホセ・ピノス・イ・コメス（José Pinós i Comes、1867年1月15日 - 1916年12月24日）は、カタロニアのアールヌーボーの画家。エスクエラ・パイサヒスタ・デ・オロット(es)、レアル　シルクロ　アーティスティック(es)、 シルクロ・アーティスティック・サン・ルーカス（セルクル・アーティスティスティック・サン・ジュック(es)（カタルーニャ語表記））

## オロットとバルセロナ
ホセ・ピノス・イ・コメスは、アントニオ・ピノスとビクトリア・コメスの息子としてバルセロナで生まれました。彼はバルセロナ産業工学大学で工学を学び、バルセロナ美術学校でも学びました。彼は農場を持っていたジローナ州のオロットで毎夏を過ごしたので、その当時隆盛だったフランスのバルビゾン派の流れをくむホアキン ヴァイレダが主催するオロット派の弟子になりました。また、1894 年には、また彫刻家ジョセップ リモナの親戚であり友人でもあることから、サンジュク芸術サークルのメンバーになりました。彼の名前は 1893 年の サンジュク芸術サークル の創設メンバーには含まれていませんが、同年にサラ パレスギャラリーで開催された最初の サンジュク芸術サークル 展にも参加しました。翌 1894 年には、第2回Cサンジュク芸術サークル展入選。油彩画、パステル画を問わず、肖像画、静物画、室内画などあらゆるジャンルに取り組み、技を磨きました。 Josep Francesc Ràfolsによるカタロニア人アーティストの伝記辞典によると、彼は肖像画が進歩したとあります。彼はしばらくパリに住んでいたようですが、同時期の他のカタロニアのアール・ヌーボーのアーティストのようにパリやマドリッドなどの他の都市で作品を展示することはなく、人生のほとんどをバルセロナとその周辺で過ごしました。彼の作品のほとんどは展覧会で値を付けられていましたが、彼の家族によると、彼は自分の絵を売るよりも家族や友人に与えることを好んだため、多くの作品が彼の家族によって保存されています。Josep Francesc Ràfols によるカタロニア人アーティストの伝記辞書には、ホセ・ピノス が当時の重要な集団に参加した展覧会に関する多くの情報があります。。, 

1891　 第一回総合美術展覧会 (バルセロナ美術宮殿) - エスツディオ(パステル) 100x70cm.
1891　 新しい美術の特別展 (サラ・パレス、バルセロナ)
1893年（5月15日）芸術的表現 （アテネオ・バルセロネス） - モデル（パステル）
1893年（11月30日）サンジュック芸術サークルの最初の芸術展（サラ・パレス・ギャラリー、バルセロナ）
1894年　第2回総合美術展覧会（バルセロナ美術宮殿） - ブスト・カプリチョ（パステル）、エスツディオ（油絵）
1894年　第2回サンジュック芸術サークル美術展 (サラ・パレス、バルセロナ) 
1895年（1月）XII素晴らしい美術展（サラ・パレス、バルセロナ） - ウナ・グリゼット、モデスティア、スエーニョ（油絵）、モレニータ
1896年（4月23日）第3回美術・芸術産業展（バルセロナ美術宮殿） - レトラト（油彩）、サリーダ・デ・テアトロ（パステル）、エスツディオ（パステル）
1897年（1月） XIV素晴らしい美術展（サラ・パレス、バルセロナ） - チュラパ
1898 美術と芸術産業の第 4 回展示会 (バルセロナ美術宮殿) - Narella - Capri (油絵)
1898 年 (1 月) XV 素晴らしい美術展 (サラ・パレス、バルセロナ) - 多くの展示会の 1 つ
1900 オロットの 地域美術産業展覧会 (オロット)- エスツディオ、カサ・マデバイ、オトーニョ
1900 XVII 素晴らしい美術展 (サラ・パレス、バルセロナ)

当時、彼の作品は、「La Ilustration artist、「Hispania」や「Pel i ploma」 など、権威あるアール・ヌーボーのさまざまな芸術雑誌で数多く取り上げられました。
彼のモチーフは主にポートレートと風景です。特にバルセロナとオロットのオルタ地区で彼の家族や動物を中心に絵画を描きました。残念なことに、彼は自分の作品にタイトルを残していませんでした。雑誌に掲載されたものもあるので、タイトルや作品が何であったかがわかります。しかし、タイトルが分からない作品も多いです。
雑誌「La ilustracion artista」（1901年、No. 1012）には、「控えめな画家ピノス・イ・カムズ氏」という言葉で始まる彼の絵画に言及する記事があります。これは少ない情報の中彼の性格のアイデアを与えます。
彼は洗練された文化人であり、素晴らしいピアニストであり、コンサートのパフォーマーでもありました。彼は 49 歳という若さで亡くなったため、彼の才能から期待される芸術的キャリアを実現することができませんでした。その結果、ホセ・ピノスは有名な芸術家として際立っていませんが、カタルーニャのアール・ヌーボーの活発な画家の一人であることは間違いありません。
ホセ・ピノスは、1916 年 12 月 24 日にバルセロナで亡くなった。

## 賛辞
1965 年 5 月 9 日、ドクター レタメンディ通りの隣接する新しい通りに、画家ホセ ピノスの名前が付けられました。 春には桜が咲き誇る、短いながらもとても美しい通りで、19世紀後半にヨーロッパで流行したジャパニズムの時代を生きた彼にふさわしい通りです

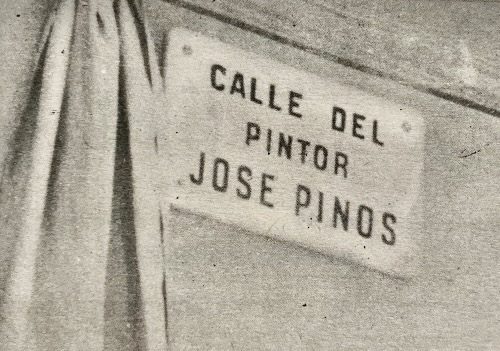
Calle Pintor José Pinós

## 作品

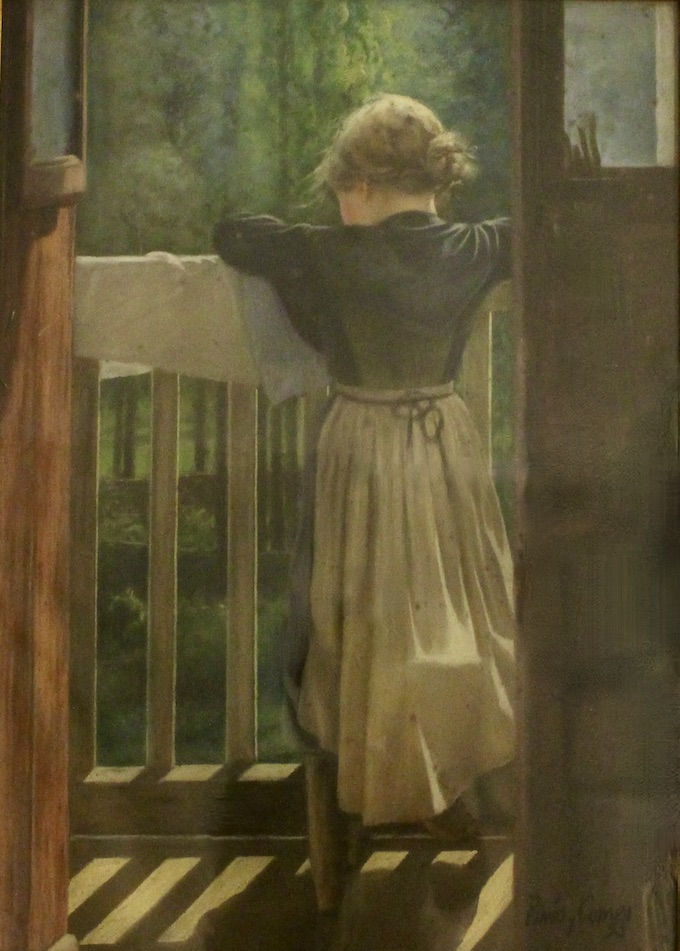
1895, パステル
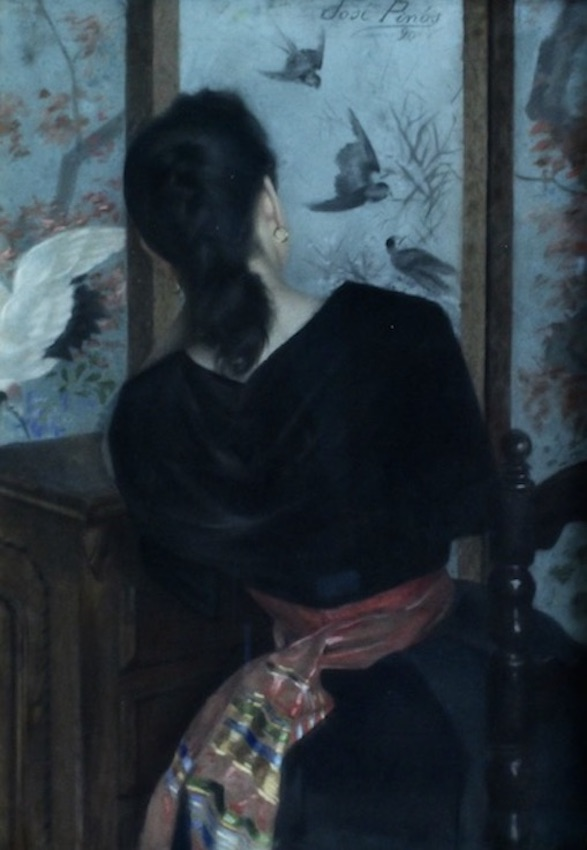
1890, パステル
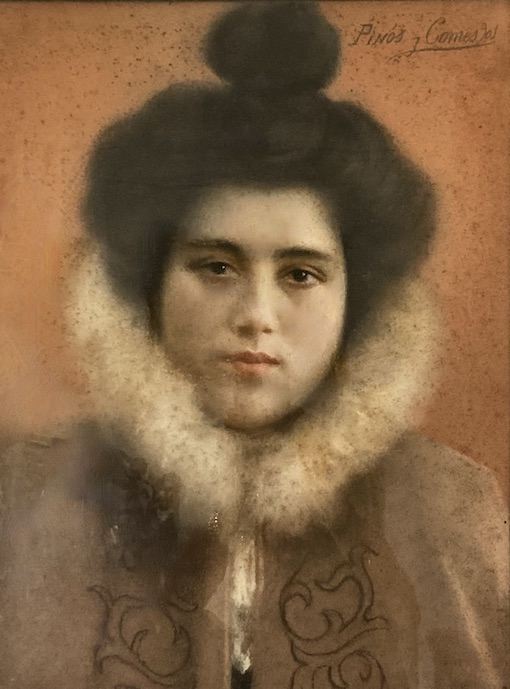
1890, パステル
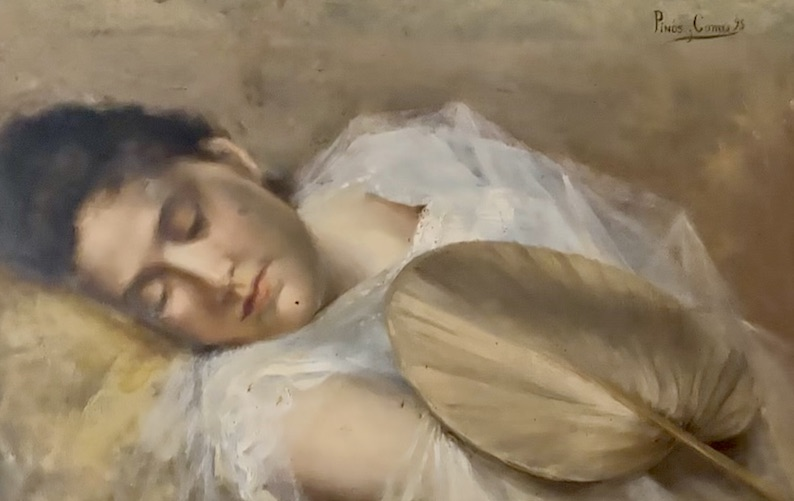
1895, 油絵
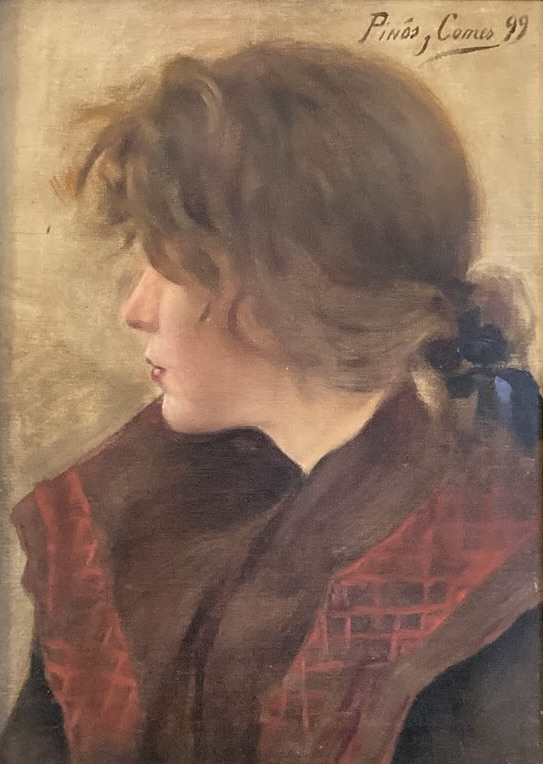
1899, 油絵
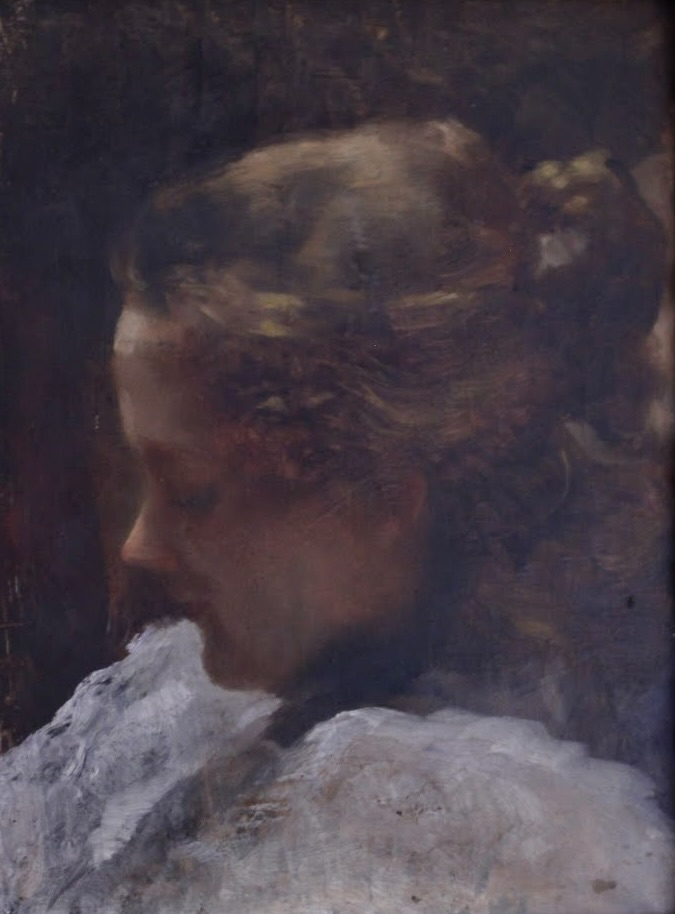
油絵
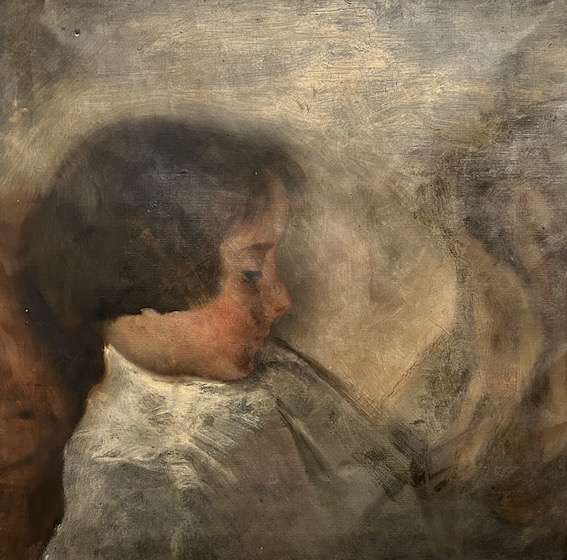
油絵
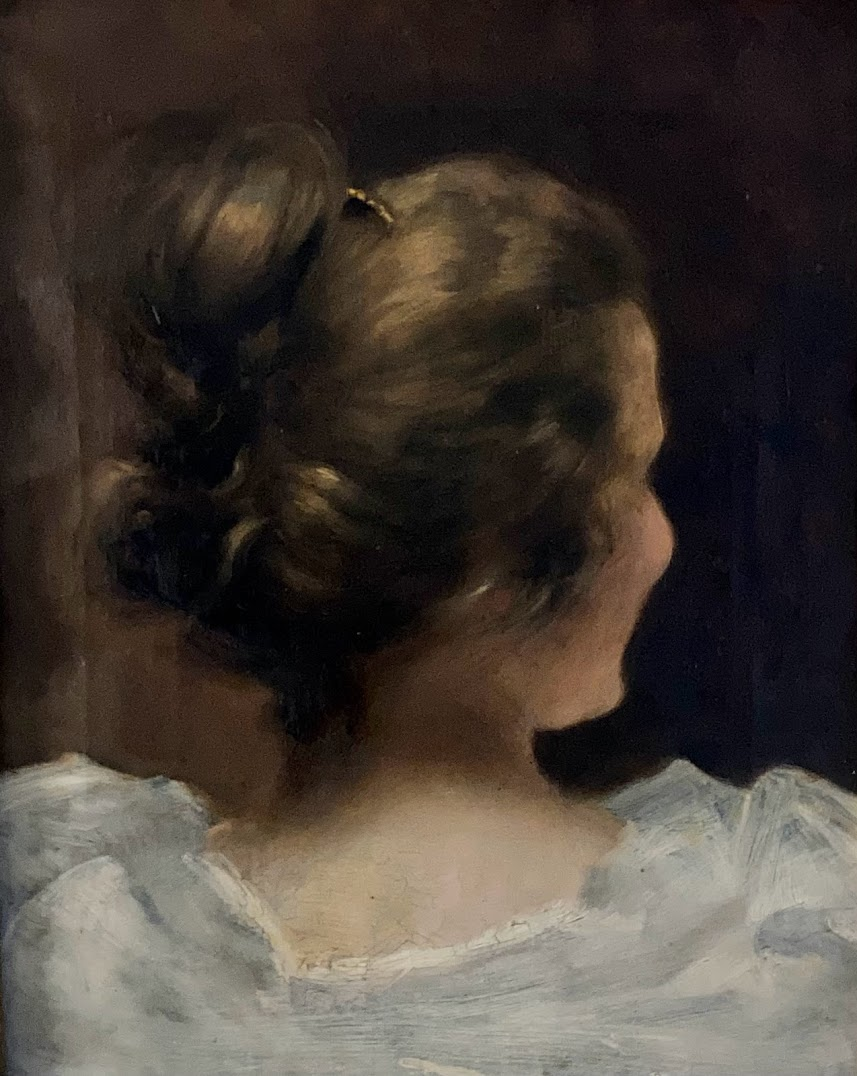
油絵
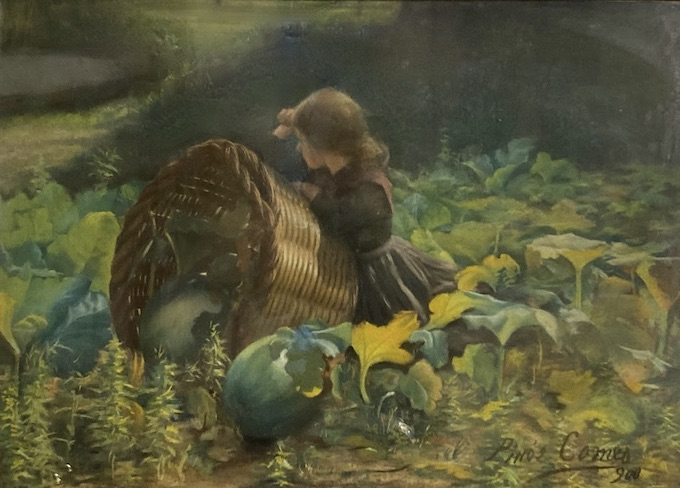
パステル